# 馮鵬年
馮鵬年（1929年6月6日—2012年12月18日） 是中國電視公司（中視）首位氣象主播，也是台灣電視史上首位氣象科畢業的氣象主播與首位男性氣象主播。

## 簡史
馮鵬年是中華民國大陸時期北平市人，畢業於中華民國空軍軍官學校氣象科第8期，在中華民國空軍服役20年始終擔任氣象工作。1973年，他在《綜合月刊》發文批評台灣電視氣象預報與民眾生活太疏離且不夠專業，因此被中視新聞延攬擔任幕後策畫的工作。1974年，他退伍，開始擔任中視新聞的氣象編輯。
1978年1月16日，《中視午間新聞》播出時間從12:40～13:00改為12:00～12:30；增加的10分鐘以氣象預報為重點，定名為《中視氣象台》，馮鵬年擔任氣象主播。馮鵬年的播報風格不是背誦資料，也不是教書或講古的生硬表情；他以親切平易的用語，向觀眾講解氣象動態與常識。他的外貌不走油頭粉面的路線，而以端正且整潔的儀態獨樹一格。 黑色粗框眼鏡與右嘴角下大黑痣，是他臉上的兩大特徵。他認為，氣象預測比較客觀的呈現方式是天氣圖，讓使用者依自己的需要來個別預測，例如飛行員與登山隊所需要的氣候狀況不會只有氣溫而已。依他的經驗，根據天氣圖判斷天氣變化的準確率約為80%，而且天氣圖是集體作業才能畫成的；不同的人以同一張天氣圖判斷天氣變化的準確率，會產生不同的預測，只有靠天氣來證實誰的預測正確；所以他認為，氣象預報不是討好的工作，氣象預報的有時不準確是情有可原的。由於深感氣象預報吃力不討好，螢光幕中的馮鵬年臉上很少有笑容；曾有喜愛看他播報氣象的觀眾建議他多多面帶笑容，他自嘲：「昨天我才預報今天會出現陰雨天氣，沒想到卻炎陽大照。你說，我笑得出來嗎？」
馮鵬年播報氣象時，經常以其低沉的嗓音向觀眾講解氣象術語（如「冷鋒」、「高氣壓」、「低氣壓」等）與氣象俚語（如「早看天頂穿，晚看四角懸」、「晚上下雨白天晴，懶婆娘氣得腰眼痛」 等），使氣象預報變得生動且有文采，獲得觀眾好評。他在播報氣象之餘，先後為《中國電視周刊》撰寫〈中視氣象台〉、〈神秘的地球〉、〈神秘的貓〉等專欄，向讀者介紹許多往往被認為艱澀冷門而與人類生活關係密切的新知。1981年5月28日至1983年，《民生報》連載他撰寫的〈每日一諺〉專欄，連載時間長達兩年半，總計連載912篇。 他亦為《中華日報》兒童版撰寫〈我們的宇宙〉專欄，為《聯合報》萬象版撰寫〈今天〉專欄。
1985年12月上半月，中視接獲觀眾投書指稱，根據史書記載，唐朝武則天時有彗星出現，可以加入中視八點檔連續劇《一代女皇》劇情以趕搭當時台灣的哈雷彗星熱潮；中視企劃會議遂一致通過邀請馮鵬年在《一代女皇》中客串大臣，大談天象之說，然後分析彗星到底是什麼；馮鵬年一口拒絕此項邀約，原因是他認為自己的形象一點也不適合在唐朝說天象，而且「在唐朝說哈雷彗星」一事明顯不合史實。1986年4月6日至11日，馮鵬年與台北市天文協會理事陳正鵬及台灣四十多位哈雷彗星迷從台北前往澳洲觀賞哈雷彗星，成為台灣首個前往澳洲觀賞哈雷彗星的旅行團。
1987年8月1日，馮鵬年開始每月編印《老天簡訊》，內容包括該月星象、天文、氣象、颱風等資料，免費贈送給觀眾；索取方式為附回郵信封寄至中視新聞部，註明「馮鵬年收」。1988年1月1日，馮鵬年創辦《老天月刊》（Of Man & Heaven），並在《老天月刊》連載〈和您談天〉專欄。
1988年1月上半月，台灣博報堂推出台灣櫻花熱水器30秒電視廣告〈櫻花牌熱水器 馮鵬年篇〉，這是馮鵬年第一支電視廣告；拍攝前，台灣櫻花向馮鵬年保證「實施永久免費安全檢查」為其企業社會責任，台灣博報堂一再與馮鵬年商討劇本內容，馮鵬年才答應拍攝他的第一支電視廣告，報酬為新台幣二十萬元。這支電視廣告的經典台詞是：「出門看天色，進門看臉色。瓦斯漏氣，沒有顏色。」
1980年代下半期，台灣日光燈邀請馮鵬年擔任「旭光冷氣」代言人，廣告詞為「天天清爽，年年心安」。1989年1月9日，中視公布第24屆金鐘獎參賽名單，馮鵬年被提報角逐特別獎。 1989年3月4日，第24屆金鐘獎入圍名單公布，特別獎因不夠「特別」而被決定從缺，馮鵬年無緣得獎。1989年9月4日19:00～19:30，《中視全球報導》開播，馮鵬年擔任該節目的氣象單元〈全球氣象〉的撰稿者。 1989年12月，陳若華成為《中視氣象台》晚間氣象主播。
1990年5月，中視八點檔連續劇《太陽雨》製作人玄小佛重金禮聘馮鵬年參加拍攝該劇電視廣告，內容是第一次客串記者的該劇演員林以真訪問類似學者扮相的馮鵬年，以馮鵬年與林以真的對談解釋「太陽雨」一詞在氣象學上的解釋。 1990年10月，馮鵬年請辭，中視新聞部已決定由兩位記者孫榮光、劉蕙苓輪流播報氣象；馮鵬年說，他一直很熱愛氣象主播的工作，但這些年來他爭取天氣圖及氣象雲圖的新硬體設備卻始終沒有結果，覺得無法發揮才求去。 馮鵬年離開中視時，中視內部許多人說他是中視新聞的「票房毒藥」；理由是他曾經讓《中視氣象台》收視率升破40%，卻讓觀眾只記得「新聞看台視，氣象看中視」。 1990年10月11日，中視新聞部表示：「馮鵬年於七十三年（1984年）即屆齡辦理退休；自七十四年元月（1985年1月）起，中視改以按日計酬方式，由馮鵬年繼續負責播報氣象。今年七月（1990年7月）起，由於中視員工待遇調整，馮鵬年於日前希望提高酬勞；惟中視基於稿酬調整須通盤考量，而暫予緩議；而馮鵬年於獲悉此事後，即表示辭職之意。」
1990年10月24日，馮鵬年澄清，他的頭沒有在螢幕上播報氣象時那麼歪，螢幕上的頭歪是因為他背後的藍幕板與攝影機的位置不正所造成的。
馮鵬年退休後在台灣成立一家傳播公司（公司名稱不明），靳秀麗主持的廣電基金節目《現代防身術》即是該公司製作的電視節目。 馮鵬年也在美國創辦瑪拉寇斯基金會（www.malacors.org）並親自擔任執行長，總部位於美國加州。 1997年4月18日，馮鵬年說，他退休後，台灣許多電視台都曾經邀請他復出，但都被他拒絕：「花了這麼多的時間和精神做氣象工作，到頭來還是被趕出來，這幾年好不容易讓自己的心情放輕鬆。現在我已經老了，應該要休息了！」
1998年10月23日，馮鵬年接受《中視新聞全球報導》的單元〈台灣心情〉專訪，主播春華問馮鵬年：「現在的氣象主播是愈資深愈值錢，不知道馮爸爸會不會復出再播氣象？」馮鵬年答，他沒有意願復出，現在他雲遊各地、到處走走看看就夠了。沈春華又問馮鵬年，為何他每次上螢幕時，總是歪著脖子，領帶也總是歪一邊；馮鵬年答：「我也不知道。每次台下領帶打得好好的，上台就歪了！」
2011年8月6日，馮鵬年接受中廣新聞網《氣象達人》主持人彭啓明的專訪。馮鵬年在專訪中表示，他進行氣象播報的早期因為政治環境因素，播報中有不准出現地圖、2月28日不得出現日期等禁忌。馮鵬年也表示，「1990年的前半年或前一年，中央氣象局把我找去，說『你再這樣不斷修改我們的天氣預報的話，我們就不提供你預報了』」，因此他決定卸任氣象主播。
2012年12月18日中午12點左右，馮鵬年因心肺衰竭病逝於國軍松山總醫院，享壽84歲。2013年1月4日，馮鵬年的女兒馮丹美回憶，馮鵬年於2011年10月被診斷出淋巴腫瘤，但他認為已經沒有牽掛，期待平靜地逝世，故拒絕進一步檢查和治療。馮鵬年拒絕插管治療，臨終前說「幕要落，總要落得有點淒美」、「我要自己寫我的死亡劇本」，又向床邊的馮丹美說「此情可待成追憶」。
2013年1月8日上午8點，馮鵬年家屬在台北市第一殯儀館景行廳舉行馮鵬年告別式，中華民國總統馬英九親自到場向馮鵬年家屬致意。氣象主播李富城說，馮鵬年播報風格「有點不受氣象局約束」，所以才有《氣象法》的立法。作家劉墉提到馮鵬年，以一句「他瀟灑」道盡一切。劉墉說，馮鵬年是老菸槍，有一次在他生日時買了一具菸斗送給不吸菸的他作賀禮，笑嘻嘻地說「既得琴中趣，何必弦上音」；劉墉講到這，自顧自地說：「他從風雨中走來，在陽光中登上巔峰。」

## 著作
- 《神秘的地球》，中國電視周刊社1979年2月11日初版。
- 《奇妙的星星》，中國電視周刊社1979年8月11日初版。
- 《星星的故事》，聯經出版事業公司1979年9月出版。
- 《出門看天氣》，中國電視公司出版部1980年8月15日初版。
- 《海洋的誘惑》，中國電視公司出版部1983年4月30日初版。
- 《誰在呼風喚雨》，皇冠雜誌社1980年9月第一版。
- 《每日一諺》，民生報社1982年3月初版。
- 《每日一諺 第二輯》，民生報社1982年9月初版。
- 《每日一諺 第三輯》，民生報社1982年9月初版。
- 《每日一諺 第四輯》，民生報社1982年9月初版。
- 《每日一諺 第五輯》，民生報社1983年4月初版。
- 《每日一諺 第六輯》，民生報社1983年4月初版。
- 《每日一諺 第七輯》，民生報社1983年12月初版。
- 《每日一諺 第八輯》，民生報社1983年12月初版。
- 《每日一諺 第九輯》，民生報社1983年12月初版。
- 《每日一諺 第十輯》，民生報社1983年12月初版。
- 《現在幾點鐘？》，皇冠雜誌社1983年12月第一版。
- 《把握今天 春季篇》，中國電視公司出版部1984年7月20日初版。
- 《把握今天 夏季篇》，中國電視公司出版部1984年7月20日初版。
- 《把握今天 秋季篇》，中國電視公司出版部1984年7月20日初版。
- 《把握今天 冬季篇》，中國電視公司出版部1984年7月20日初版。
- 《氣象和氣象預測》，圖文出版社1984年出版。
- 《我們的宇宙》，中華日報社出版部1984年8月10日初版。
- 《哈雷彗星全集》，世紀書局1985年11月10日初版。

## 廣告
- 台灣櫻花「櫻花牌熱水器」〈馮鵬年篇〉
- 台灣日光燈「旭光冷氣」
- 中視八點檔連續劇《太陽雨》電視廣告